# Neopelma baccharidis
Neopelma baccharidis är en insektsart som beskrevs av Burckhardt 1987. Neopelma baccharidis ingår i släktet Neopelma och familjen rundbladloppor. Inga underarter finns listade i Catalogue of Life.